# 梦幻之地站
梦幻之地站（英語：Wonderland station）是位于马萨诸塞州里维尔的无障碍地铁车站。车站坐落在里维尔海滩旁，是马萨诸塞湾交通局地铁蓝线终点站，同时也是北岸地区主要公交换乘车站。
车站附近的旧车站“淋浴房站”（英語：Bath House）曾经是波士顿里维尔海滩及林恩铁路车站。如今的梦幻之地站于1954年1月竣工并启用，以临近的梦幻之地灰狗赛狗场命名。车站于1995年重建，2008年修缮升级，2012年新增大型停车场和人行天桥。
车站出现于1998年电影《下一站：梦幻之地》，电影故事围绕着车站展开。

## 历史

### 波士顿里维尔海滩及林恩铁路

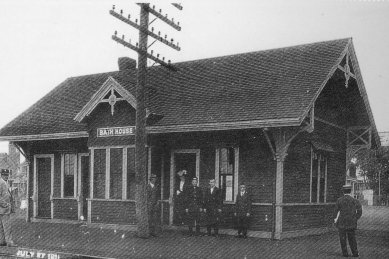
1921年前后的淋浴室站

波士顿里维尔海滩及林恩铁路，又被称为“窄軌”铁路，从东波士顿开往林恩，于1875年7月29日开通。铁路与海滩大道平行，从热门的旅游景点里维尔海滩穿过。1881年，东部铁路公司开通了切尔西海滩支线，该支线相对波士顿里维尔海滩及林恩铁路更靠近内陆，铁轨后来作为现在地铁蓝线轨道使用。随后开通的波士顿温思罗普海岸铁路也与切尔西海滩支线共用同一条铁轨。由于当时这里还是无人居住的沼泽地区，尽管三条铁路客运线都经过此地，但都没有在此设置车站。
切尔西海滩支线仅在夏季运营，1891年后便永久停运。1897年4月，波士顿里维尔海滩及林恩铁路将其列车移至被废弃的切尔西海滩支线铁轨，并在新建成的里维尔海滩淋浴房旁增设淋浴房站。该车站坐落于如今的梦幻之地站北边。1928年铁路电气化改造，车站也同时改造成封闭式车站，有预先检票区域。改造后的车站不再像美国传统的火车站，而更像一座现代化地铁站。受大萧条影响，1940年1月27日起波士顿里维尔海滩及林恩铁路停运。

### 马萨诸塞湾交通局时期

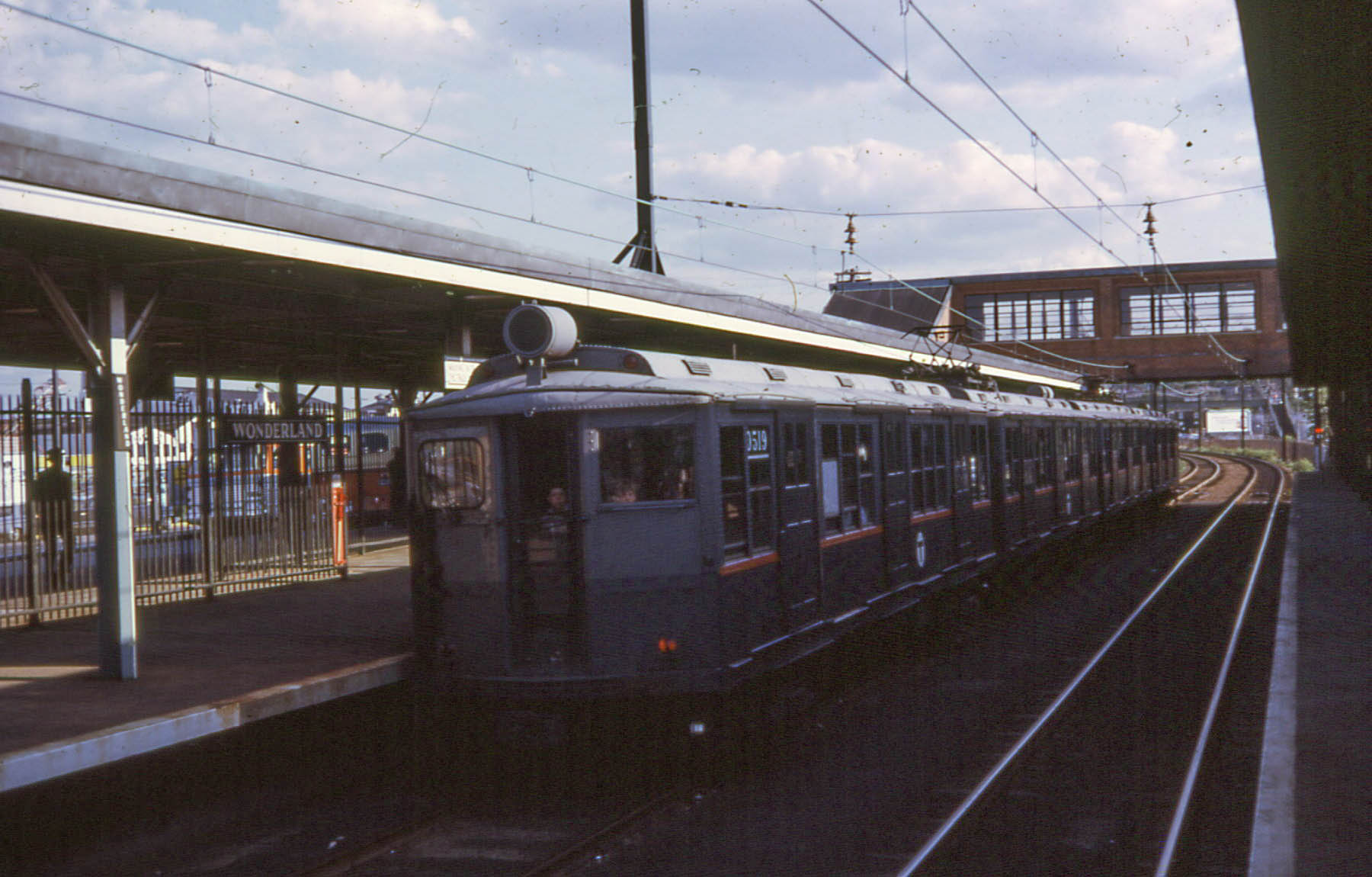
1967年蓝线列车停靠在梦幻之地站

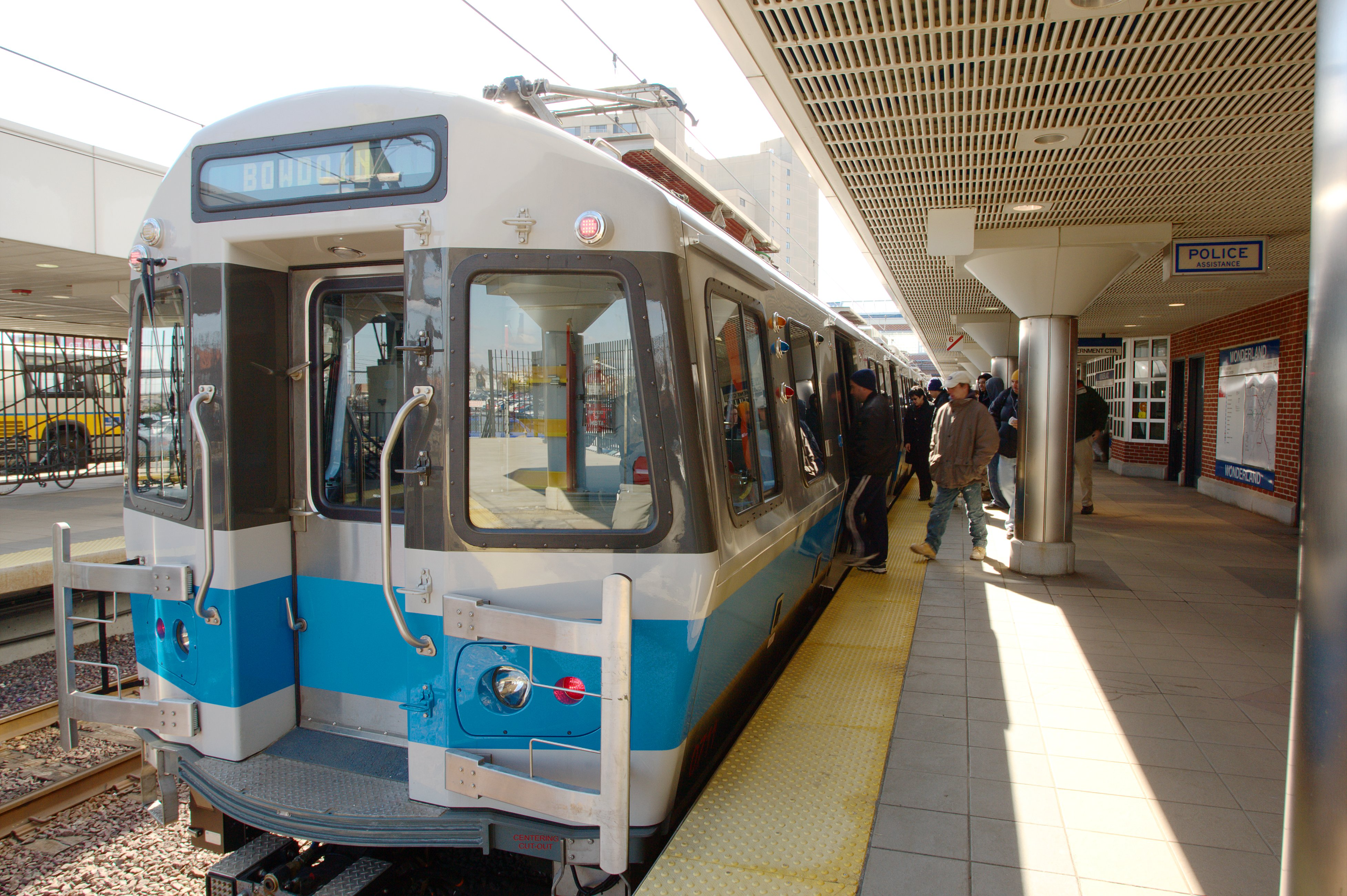
梦幻之地站站台于2008年重建

1941年，波士顿高架铁路公司收购部分铁路使用权，计划利用废弃铁轨开通类似阿什蒙特-马塔潘快速线的快速有轨电车服务。然而，受第二次世界大战影响，线路改造计划受阻。 1926年的《运输设施改善报告》和1945年至1947年的《柯立芝委员会报告》并不建议将铁路改造成有轨电车，而是推荐将东波士顿隧道地铁延长至林恩市。
1947年，大都会交通署决定将地铁延长至林恩，并于1948年开工建设。1952年1月，东部高地站开放，同年4月，萨福克当斯站开放。1954年1月19日，剩下的第二阶段施工完成，地铁蓝线延长至梦幻之地站。后期地铁延长计划由于资金短缺无法继续建设。梦幻之地站最初继承了淋浴房站的名字，后来以临近的梦幻之地灰狗赛场命名。梦幻之地灰狗赛场坐落于车站附近，沿用了运营于1906年至1911年间的梦幻之地游乐园的名字，但由于马萨诸塞州灰狗保护法案，赛狗场早已关闭。
自1954年以来，梦幻之地站除了数次因施工或天气原因短时间关闭以外，几乎一直在运行。1978年受暴风雪影响，车站于2月6日至3月13日关闭。

### 翻新
1994年6月25日起，梦幻之地站开始长达一年的关闭施工，作为地铁蓝线现代化改造项目的一部分，与萨福克当斯站、里维尔海滩站和比奇蒙特站同时重建。蓝线的终点站暂时改为东部高地站。四座车站重建共花费4.67亿美元。 梦幻之地站大部分重建，花费900万美元，并与其他车站一起于1995年6月24日重新开放。2008年6月21日至7月3日之间，车站站台翻新，并短时间关闭。

### 梦幻之地多式联运中心

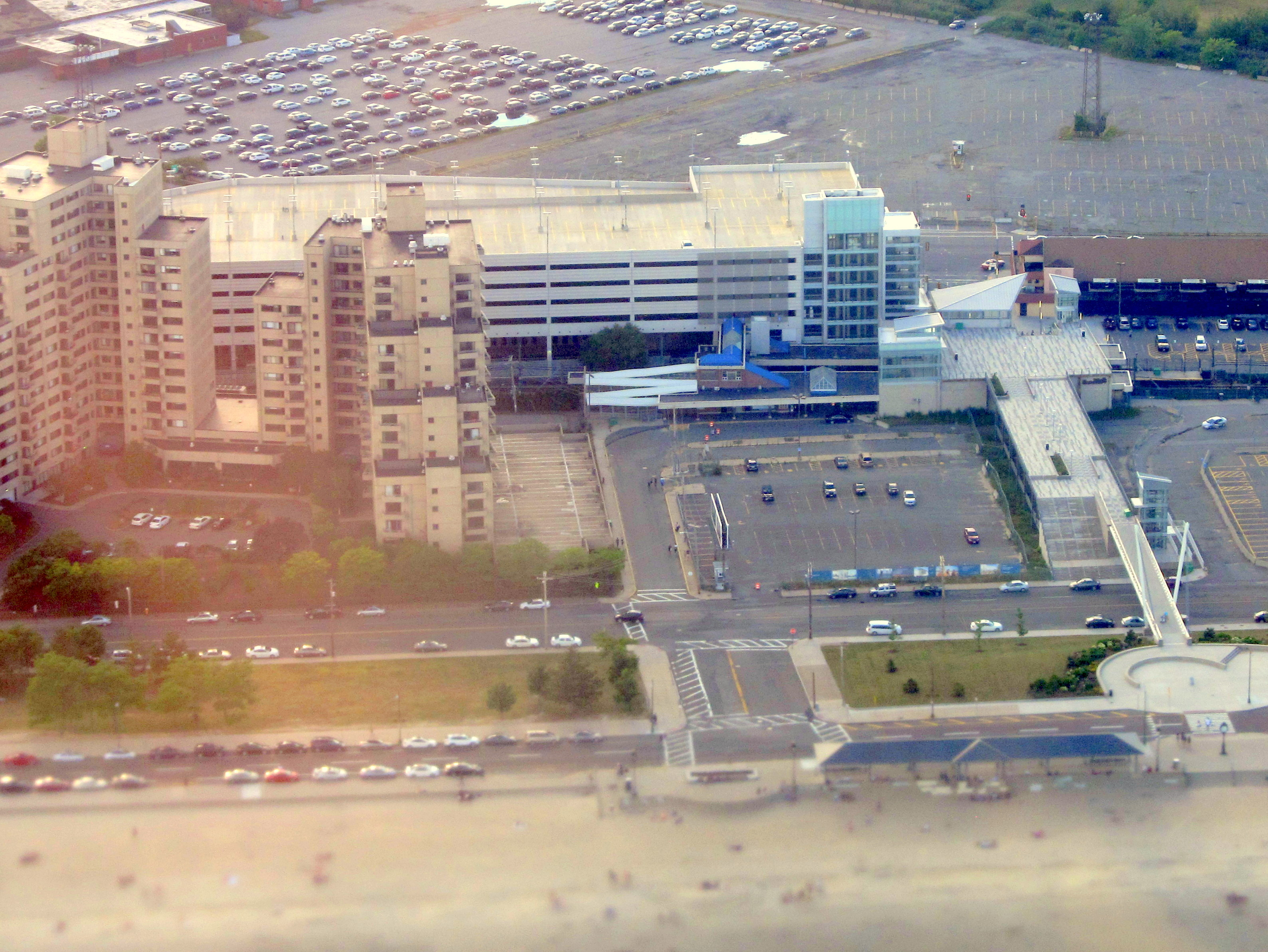
梦幻之地多式联运中心（2016年7月）

早在1973年，马萨诸塞湾交通局就提议在梦幻之地站建造一个停车楼。2006年，交通局与保护法基金会就大开掘项目施工增加交通拥堵和过量尾气排放问题达成诉讼和解。作为和解的一部分，交通局需要对公共运输进行多项改进。其中，在梦幻之地站新建梦幻之地多式联运中心，于2010年9月开始施工，2012年6月30日竣工。
修建停车楼共花费5350万美元，部分由2009年美國復蘇與再投資法案投资。联运中心南停车楼拥有1465个车位，新增公交候车棚、自行车存放点和人行步道。2011年马萨诸塞湾交通局开始建造克里斯蒂娜和约翰马基纪念步行天桥。天桥横跨繁忙的海洋大道，将里维尔海滩和车站连接在一起。工程共花费2000万美元，于2013年7月4日竣工并投入使用。

### 未来规划
自从1954年里维尔延长线被缩短至梦幻之地站之后，进一步延长的规划便一直在酝酿。大量研究报告均建议将地铁蓝线延长至林恩市甚至塞勒姆市。但是当时交通局大量资金被用于建设地铁橙线和红线的南北延长线，没有更多钱可以投入建设。尽管延长地铁蓝线的计划反反复复地讨论，但由于没有明确的项目资金来源，规划并没有实质性的进展。
2012年3月，马萨诸塞湾交通局计划雇佣外部合约施工公司在南停车楼楼顶安装和维护太阳能板。2012年6月，合约公司中标，并于当年9月份获得了董事会的批准，预计2013年6月完成施工。然而直至2015年，楼顶太阳能板还未安装。

## 车站结构
| G  | 地面               | 出入口、站台间过道、检票口 |
| B1 | 侧式站台，右侧开门 | 侧式站台，右侧开门         |
| B1 | 入城               | 往保丁 （里维尔海滩）      |
| B1 | 出城               | 终点站                     |
| B1 | 侧式站台，右侧开门 |                            |

## 公交换乘

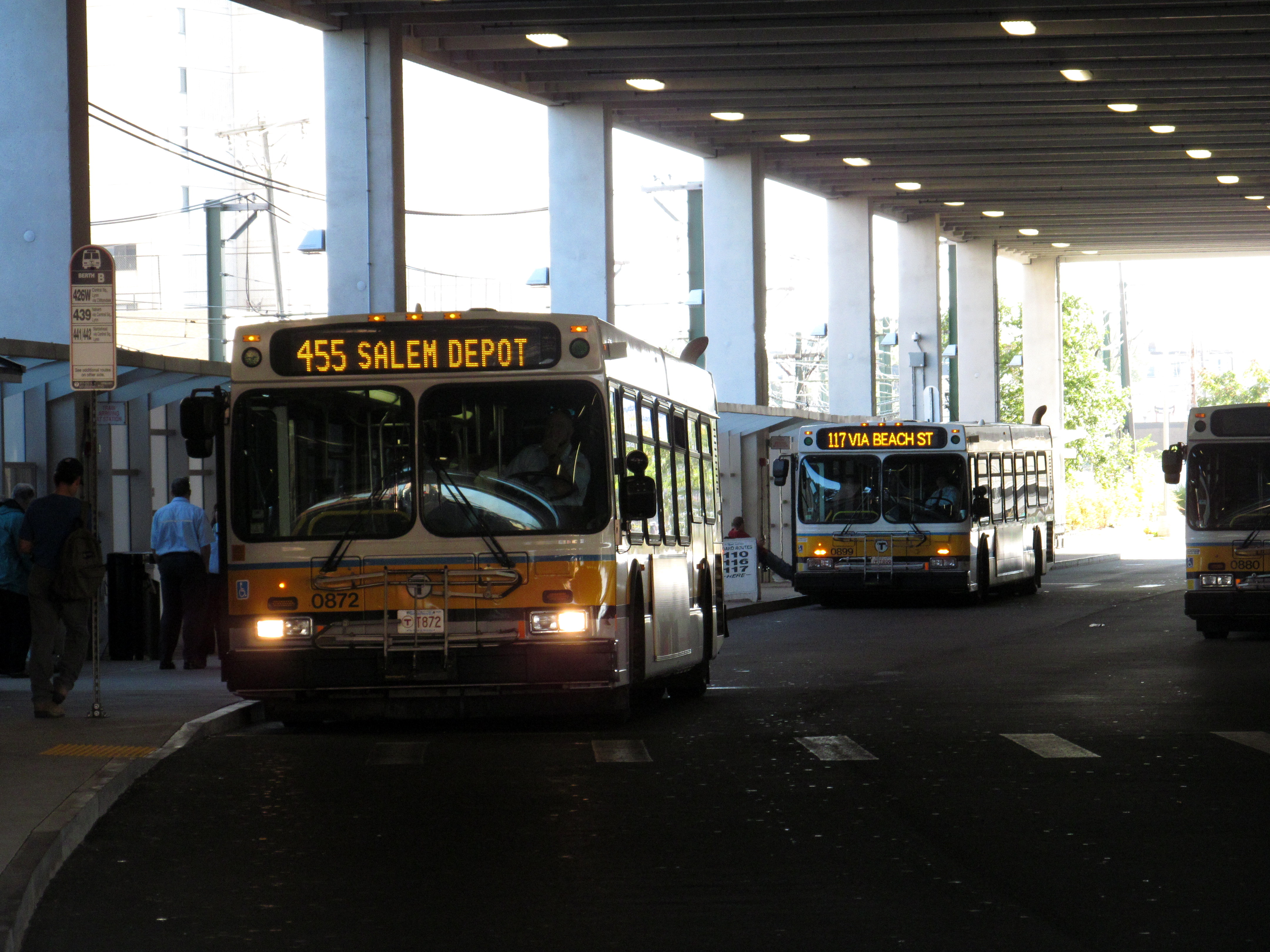
117路和455路公交车（2014年9月）

梦幻之地站是公交换乘枢纽。车站有公交专用车道：
- 110：梦幻之地站或百老汇 - 公园大道 - 伍德朗 - 威灵顿站
- 116：梦幻之地站 - 里维尔街 - 马维里克站
- 117：梦幻之地站 - 海滩街 - 马维里克站
- 411：莫尔登中心站 - 格拉纳达高地 - 北门 - 里维尔/杰克萨特大楼
- 424：东部大道&艾塞克斯街 - 干草市场站
- 426W：林恩中央广场 - 克利夫顿代尔广场 - 梦幻之地站
- 441：马布尔 - 林恩中央广场 - 天堂路 - 林恩路 - 梦幻之地站
- 442；马布尔 - 林恩中央广场 - 汉弗雷路 - 林恩路 - 梦幻之地站
- 450W：塞勒姆站（英语：Salem (MBTA station)） - 梦幻之地站
- 455：塞勒姆站（英语：Salem (MBTA station)） - 林恩中央广场 - 梦幻之地站

426W及450W仅在周末运行，工作日期间，426路及450路驶向干草市场站。